# Dario Šimić
Dario Šimić, född 12 november 1975 i Zagreb i Jugoslavien (nuvarande Kroatien), är en kroatisk före detta fotbollsspelare. Åren 1996–2008 var han den ende spelaren som deltog i alla internationella mästerskap för Kroatiens fotbollslandslag sedan självständigheten. Han har också spelat flest matcher för Kroatien med sammanlagt 100 matcher och tre mål.
Šimić påbörjade sin karriär i Dinamo Zagrebs ungdomslag innan han 1992 togs upp i seniorlaget. Han stannade i klubben i sju säsonger och var med och vann fem kroatiska ligatitlar fram till 1998 då han skrev på för det italienska laget Inter där han stannade i fyra säsonger. Efter att ha fått alldeles för lite speltid i laget skrev han dock på för ärkerivalen AC Milan 2002 där han spelade i sex säsongen innan han år 2008 gick till franska ligan och Monaco. Inför denna säsong flyttade Šimić hem till Kroatien för att spela för sin moderklubb Dinamo Zagreb.
Šimić var med om att vinna sitt första Champions League någonsin med AC Milan när de besegrade Liverpool FC med 2–1 i finalen i Aten 2007.